# Þverá (Borgarfjörður)
Il Þverá (Thverá) è un fiume che scorre nella regione del Vesturland, nella parte occidentale dell'Islanda. Il suo corso fluisce nel territorio del comune di Borgarbyggð.

## Descrizione
Il Þverá si origina dall'unione di alcuni ruscelli che fuoriescono da vari laghetti dell'altopiano di Tvídægra. Così formatosi, il fiume scorre attraverso alcune valli nelle quali viene chiamato "Kjarrá" o "Örnólfsdalsá". Dopo di che riprende il nome Þvérá con cui va a confluire nel Hvítá nei pressi di Stafholtsey.
La lunghezza totale del fiume è di 64 km, dei quali 18 km sotto il nome Þvérá, 18 km come Örnólfsdalsá e 32 km come Kjarrá.
La portata media è di 15 m³/s.

## Storia
Nel XII secolo su un promontorio tra il Þvérá e il Hvítá si tenne un'assemblea degli abitanti chiamata Þverárþing (in lingua islandese: assemblea del Þverá), che è rimasta in vigore fino all'avvento del moderno ordinamento statale repubblicano.

## Pesca
Come in molti altri fiumi islandesi, anche nel Þvérá/Kjarrá è molto praticata la pesca al salmone.